# Colombia en los Juegos Olímpicos de Seúl 1988
Colombia estuvo representada en los Juegos Olímpicos de Seúl 1988 por un total de 40 deportistas, 34 hombres y 6 mujeres, que compitieron en 10 deportes.
El portador de la bandera en la ceremonia de apertura fue el tirador Jorge Enrique Molina.

## Medallistas
El equipo olímpico colombiano obtuvo la siguiente medalla:
| Nombre            | Deporte | Competición |
| ----------------- | ------- | ----------- |
| Oro               |         |             |
| —                 |         |             |
| Plata             |         |             |
| —                 |         |             |
| Bronce            |         |             |
| Jorge Julio Rocha | Boxeo   | –54 kg M    |